# اسم رمز: لهستان
اسم رمز: لهستان (لهستانی: Kryptonim: Polska) با نام انگلیسی عملیات: ملت (انگلیسی: Operation: Nation) یک فیلم کمدی-درام لهستانی است که در سال ۲۰۲۲ منتشر شد. این فیلم که در ورشو تصویربرداری شده بود، پس از پخش جهانی از نتفلیکس با نقدهای منفی مواجه شد.

## گزیدهٔ بازیگران
- بوریس شیتس
- آنتونی کرولیکوفسکی
- سزاری پازورا
- پیوتر چیرووس
- الکساندرا یوستا
- آدام تسیفکا